# Hundested Rugby Klub
Hundested Rugby Klub er en dansk rugbyklub, der er hjemmehørende i Hundested.
Klubben er grundlagt i 1985 af Peter Rode der flyttede til Hundested for at arbejde som skolelære. Her fik Peter Rohde ansvaret for idrætsundervisningen for 8. årgang og i september samme år introducerede han rugby i idrætstimerne. Det var en sport, som få i Hundested kendte til, men nogle af drengene blev hurtigt interesserede. Efter skoletid begyndte de at træne lidt sammen, og dette blev starten på det, der senere skulle blive til en klub.
I januar 1985 blev der afholdt en ordinær generalforsamling, hvor Hundested Skole Rugby officielt blev stiftet. Bestyrelsen bestod af Peter Rohde som formand, hans hustru Aase Rohde som kasserer, samt Claus Jensen, Lars Wøldike og René Jensen. Claus Jensen skulle senere blive klubbens første seniorlandsholdsspiller. Marts 1985 markerede klubbens optagelse i Hundested Sportsunion.
En Klub med Stærke Rødder og Traditioner

Gennem de første årtier voksede Hundested Rugby Klub sig til at blive en solid del af lokalsamfundet. Fra de første rugbytimer i 1984 til etableringen af en rugbybane og deltagelse i internationale kampe og stævner, har klubben altid haft en stærk sammenholdskultur, der strækker sig over generationer. Dette sammenhold, der blev grundlagt af Peter Rohde, er en af klubbens største bedrifter og en arv, som klubben stadig bygger videre på i dag.
 Der er for få eller ingen kildehenvisninger i denne artikel, hvilket er et problem. Du kan hjælpe ved at angive troværdige kilder til de påstande, som fremføres i artiklen.

| Rugby | Spire Denne artikel om rugby er en spire som bør udbygges. Du er velkommen til at hjælpe Wikipedia ved at udvide den. |